# Tatiana Suarez
Tatiana Yadira Suarez Padilla (Covina, California; 19 de diciembre de 1990) es una artista marcial mixta estadounidense que actualmente compite en la peso mosca de Ultimate Fighting Championship (UFC).

## Primeros años
Suarez tiene ascendencia mexicana. Empezó a luchar antes de cumplir los cuatro años, ya que todos sus hermanos mayores luchaban y ella insistía en que su madre la dejara luchar también. Se graduó en el Northview High School antes de asistir a la Universidad de Lindenwood. Ha sido dos veces medallista de bronce en los campeonatos mundiales de lucha libre. En 2011, fue clasificada como la luchadora de estilo libre número uno de Estados Unidos en 55 kg.
Mientras entrenaba para los Juegos Olímpicos de Londres 2012, sufrió una lesión en el cuello que desbarató sus aspiraciones olímpicas. Una resonancia magnética y una tomografía computarizada no sólo revelaron un disco molesto en su cuello, sino un crecimiento canceroso en su tiroides. Se sometió a radioterapia y se le extirparon el tiroides y varios ganglios linfáticos. Después de un tratamiento exitoso, su cáncer de tiroides desapareció y finalmente comenzó a entrenar de nuevo. Empezó a practicar jiu-jitsu brasileño, lo que la llevó a descubrir las artes marciales mixtas.

## Carrera de artes marciales mixtas

### Carrera temprana
Suarez comenzó a entrenar MMA en 2013 e hizo su debut amateur en febrero de 2014 derrotando a Elizabeth Rodríguez por TKO en el primer asalto. Volvió a luchar sólo un mes después y derrotó a Jessica Pryor por decisión unánime antes de decidir convertirse en profesional.
Hizo su exitoso debut profesional en MMA en julio de 2014 en la promoción Gladiator Challenge derrotando a Tyra Parker por decisión unánime. Regresó en abril de 2015 y sometió a Carolina Álvarez por armbar en el primer asalto. Hizo su última aparición para la promoción en agosto de 2015 derrotando a Arline Coban por TKO en el segundo asalto. Esta victoria le valió el campeonato Gladiator Challenge en la Serie de Campeonatos del Estado de California.

### The Ultimate Fighter
Fue elegida como participante en la temporada 23 del reality show The Ultimate Fighter. En su lucha por entrar en la casa derrotó a Chel-c Bailey por decisión unánime. Su dominante actuación hizo que fuera seleccionada como la número uno de la clasificación general por la entrenadora Cláudia Gadelha. En los cuartos de final, enfrentó a la número uno de Joanna Jędrzejczyk y a la veterana de Invicta FC JJ Aldrich. Sometió a Aldrich en el segundo asalto (rear-naked choke), avanzando a las semifinales. En su tercera pelea, enfrentó a su compañera del equipo Claudia, Kate Jackson. Sometió a Jackson en el primer asalto (guillotine choke) y avanzó a la final en vivo.

### Ultimate Fighting Championship
Suarez enfrentó a su compañera del equipo Claudia, Amanda Cooper, en la final el 8 de julio de 2016 en The Ultimate Fighter 23 Finale. Ganó la pelea por sumisión (D'Arce choke) en el primer asalto para convertirse en la ganadora del torneo de peso paja. Esta victoria la hizo merecedora del premio de Actuación de la Noche.
Se esperaba que Suarez enfrentara a Juliana Lima en el UFC Fight Night: Lewis vs. Abdurakhimov el 9 de diciembre de 2016. Sin embargo, se retiró de la pelea el 23 de noviembre citando una lesión y fue reemplazada por JJ Aldrich.
Suarez enfrentó a Viviane Pereira el 11 de noviembre de 2017 en UFC Fight Night: Poirier vs. Pettis. Ganó la pelea por decisión unánime.
Suarez enfrentó a Alexa Grasso el 19 de mayo de 2018 en UFC Fight Night 129. Ganó la pelea por sumisión en el primer asalto.
Suarez enfrentó a Carla Esparza el 8 de septiembre de 2018 en UFC 228. Ganó la pelea por TKO en el tercer asalto.
Suarez enfrentó a Nina Ansaroff el 8 de junio de 2019 en el UFC 238. Ganó la pelea por decisión unánime.
Suarez estaba programada para regresar de su extensa pausa para enfrentar a Roxanne Modafferi en una pelea de peso mosca el 25 de septiembre de 2021, en UFC 266. Sin embargo, Suarez se retiró del evento por una lesión, y fue reemplazada por Taila Santos.
Luego de tres años y medio de ausencia, Suarez regresó para enfrentar a Montana De La Rosa en una pelea de peso mosca el 25 de febrero de 2023, en UFC Fight Night 220. Ganó la pelea por sumisión (guillotine choke) en el segundo asalto. Esta victoria la hizo merecedora del premio de Actuación de la Noche.
Suarez estaba programada para enfrentar a Virna Jandiroba en una pelea de peso paja el 5 de agosto de 2023, en UFC Fight Night: 227. Sin embargo, el 20 de junio, se anunció que Jandiroba se retiraba por una lesión de rodilla, siendo reemplazada por la ex campeona mundial de Peso Paja Femenino de UFC Jéssica Andrade.
Suárez estaba programada para enfrentar a Amanda Lemos el 17 de febrero de 2024 en UFC 298. Sin embargo, fue retirada del evento debido a una lesión y reemplazada por Mackenzie Dern.
Suárez estaba programada para enfrentar a Virna Jandiroba el 7 de diciembre de 2024 en UFC 310. Sin embargo, se retiró debido a un problema de salud no especificado y la pelea fue posteriormente eliminada de la cartelera.
Combatió por el Campeonato de Peso Paja Femenino de UFC contra la actual dos veces campeona Weili Zhang, el 9 de febrero de 2025 en UFC 312, perdiendo el encuentro, siendo la primera derrota de su carrera profesional, poniendo fin a una racha de diez victorias consecutivas.

## Campeonatos y logros
- Ultimate Fighting Championship
  - Ganadora de peso paja de The Ultimate Fighter: Team Joanna vs. Team Cláudia
  - Actuación de la Noche (dos veces) vs. Amanda Cooper y Montana De La Rosa
- Gladiator Challenge
  - Campeonato de Peso Mosca de Gladiator Challenge (una vez)

## Récord en artes marciales mixtas
| Récord profesional | Récord profesional | Récord profesional |
| 11 peleas          | 10 victorias       | 1 derrotas         |
| ------------------ | ------------------ | ------------------ |
| Nocaut             | 2                  | 0                  |
| Sumisión           | 5                  | 0                  |
| Decisión           | 3                  | 1                  |

| Resultado | Récord | Oponente           | Método                      | Evento                                                    | Fecha                   | Ronda | Tiempo | Localización      | Notas                                             |
| --------- | ------ | ------------------ | --------------------------- | --------------------------------------------------------- | ----------------------- | ----- | ------ | ----------------- | ------------------------------------------------- |
| Derrota   | 10–1   | Weili Zhang        | Decisión (unánime)          | UFC 312                                                   | 9 de febrero de 2025    | 5     | 5:00   | Sídney            | Por el Campeonato de Peso Paja de Mujeres de UFC. |
| Victoria  | 10–0   | Jéssica Andrade    | Sumisión (guillotine choke) | UFC on ESPN: Sandhagen vs. Font                           | 5 de agosto de 2023     | 2     | 1:31   | Nashville         |                                                   |
| Victoria  | 9–0    | Montana De La Rosa | Sumisión (guillotine choke) | UFC Fight Night: Muniz vs. Allen                          | 25 de febrero de 2023   | 2     | 2:51   | Enterprise        |                                                   |
| Victoria  | 8–0    | Nina Nunes         | Decisión (unánime)          | UFC 238                                                   | 8 de junio de 2019      | 3     | 5:00   | Chicago           |                                                   |
| Victoria  | 7–0    | Carla Esparza      | TKO (golpes y codos)        | UFC 228                                                   | 8 de septiembre de 2018 | 3     | 4:33   | Dallas            |                                                   |
| Victoria  | 6–0    | Alexa Grasso       | Sumisión (rear-naked choke) | UFC Fight Night: Maia vs. Usman                           | 19 de mayo de 2018      | 1     | 2:44   | Santiago de Chile |                                                   |
| Victoria  | 5–0    | Viviane Pereira    | Decisión (unánime)          | UFC Fight Night: Poirier vs. Pettis                       | 11 de noviembre de 2017 | 3     | 5:00   | Norfolk           |                                                   |
| Victoria  | 4–0    | Amanda Cooper      | Sumisión (D'Arce choke)     | The Ultimate Fighter: Team Joanna vs. Team Cláudia Finale | 8 de julio de 2016      | 1     | 3:43   | Las Vegas         |                                                   |
| Victoria  | 3–0    | Arline Coban       | TKO (golpes)                | Gladiator Challenge: California State Championship Series | 22 de agosto de 2015    | 2     | 0:48   | San Jacinto       |                                                   |
| Victoria  | 2–0    | Carolina Alvarez   | Sumisión (armbar)           | Gladiator Challenge: California State Championship Series | 11 de abril de 2015     | 1     | 2:01   | San Jacinto       |                                                   |
| Victoria  | 1–0    | Tyra Parker        | Decisión (unánime)          | Gladiator Challenge: Night of the Champions               | 19 de julio de 2014     | 3     | 5:00   | Rancho Mirage     |                                                   |